# Concursul Géza Anda
Concursul Géza Anda (în original Concours Géza Anda) este un concurs internațional de pian, care are loc odată la trei ani în Zürich, Elveția. A fost fondat în 1979, la trei ani după moartea pianistului maghiar Géza Anda, în memoria acestuia de către Hortense Anda-Bührle, fost lui soție. Concursul își propune să descopere și să promoveze talente tinere care pot continua arta lui Géza Anda. Fondația Géza Anda îi asigură învingătorului timp de trei ani restituirea costurilor administrative a până la 200 de concerte.
Serghei Koudriakov este câștigătorul concursului al X-lea din 2006. Concursul viitor se va ține în iunie 2009.

## Lista cîștigătorilor
1. Georges Pludermacher (1979)
2. Heidrun Holtmann (1982)
3. premiul întâi nu s-a acordat; premiul doi -  Yukino Fujiwara și  Hüseyin Sermet, împreună (1985)
4. Konstanze Eickhorst (1988)
5. Dénes Várjon (1991)
6. Pietro de Maria (1994)
7. Corrado Rollero (1997)
8. Filippo Gamba (2000)
9. Alexei Volodin (2003)
10. Serghei Koudriakov (2006)